# Rhamphomyia claripennis
Rhamphomyia claripennis är en tvåvingeart som beskrevs av Oldenberg 1922. Rhamphomyia claripennis ingår i släktet Rhamphomyia och familjen dansflugor. Inga underarter finns listade i Catalogue of Life.